# Thoasia
Thoasia is een geslacht van kevers uit de familie van de loopkevers (Carabidae). De wetenschappelijke naam van het geslacht is voor het eerst geldig gepubliceerd in 1939 door Liebke.

## Soorten
Het geslacht Thoasia is monotypisch en omvat slechts de volgende soort:
- Thoasia rugifrons Liebke, 1939